# Sabugo (Murias de Paredes)
Sabugo es una localidad española perteneciente al municipio de Murias de Paredes, en la provincia de León, comunidad autónoma de Castilla y León.

## Geografía

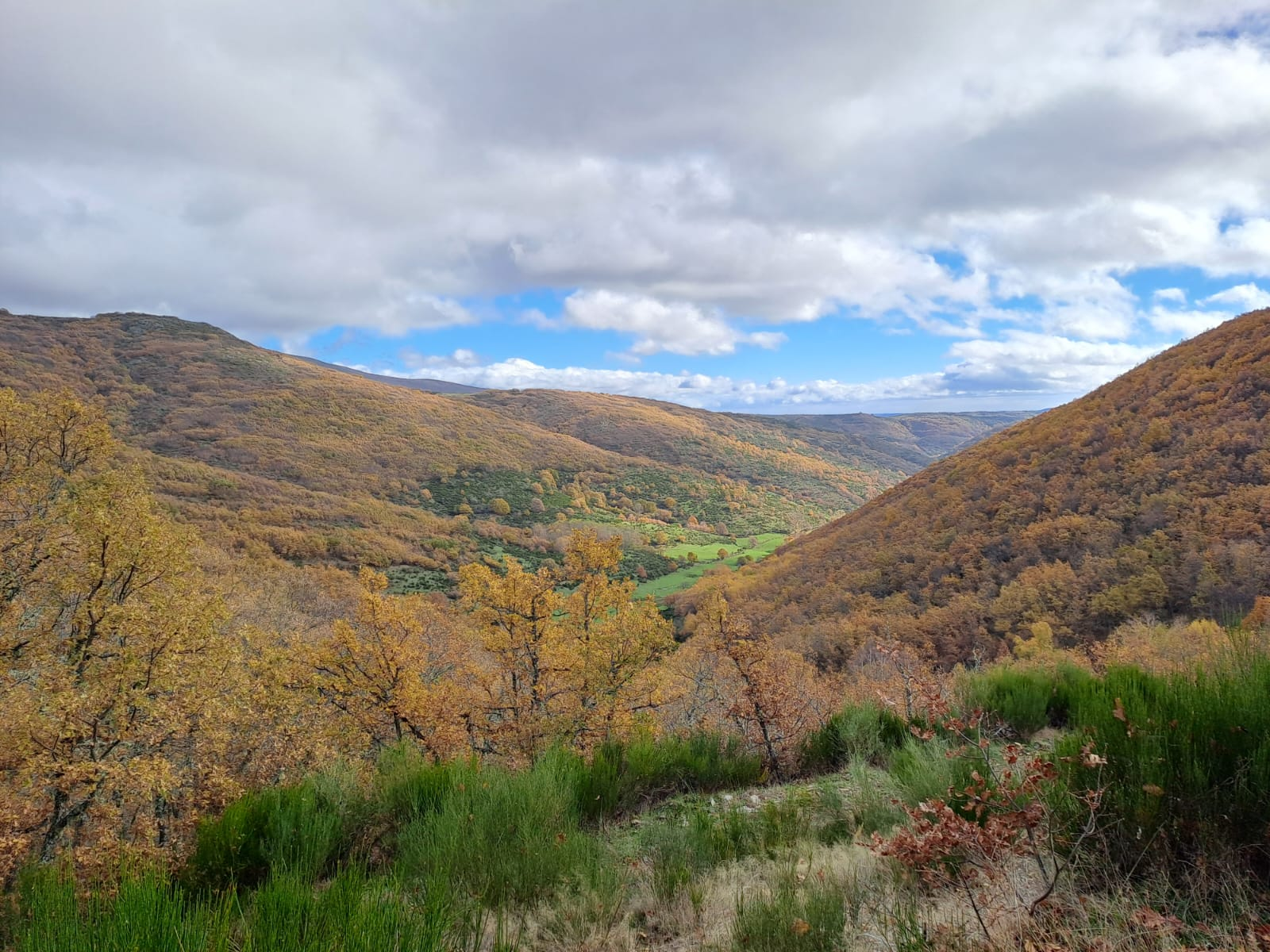
Sabugo en otoño de 2022

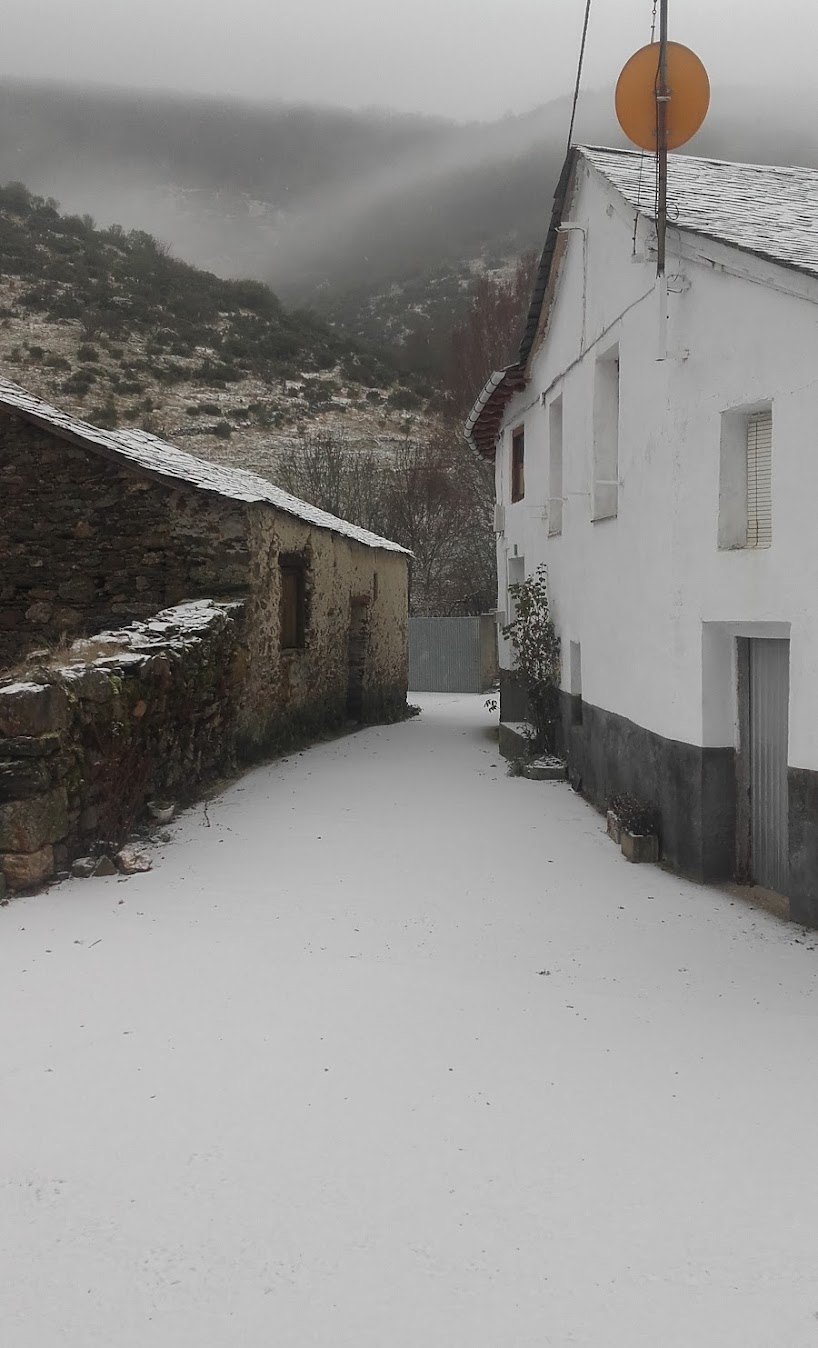
Sabugo en enero de 2017

Se encuentra en un pequeño valle cerrado, que forma la cuenca del arroyo del mismo nombre.  La superficie total del término es de 791,3 Ha y la longitud del valle de unos 4 km.
El término está situado a una elevada altitud siendo el punto más bajo de 1141 metros s.n.m. (en puente vieja) y el punto más alto de 1596 metros, cerca del pico denominado Peña los Cuetos, situándose el pueblo en la parte baja del valle a 1.170 m.
Como indica José Luis Fuentes en Toponimia de Sabugo “estamos ante un relieve de montaña media, más montuoso que montañoso, mas de chanos y chaniellos que de cembrios, gris por el predominio casi absoluto de un tipo de roca: las pizarras de la llamada Formación Mora, del Precámbrico, las rocas más antiguas del planeta”. El valle es recto, de dirección Noroeste-Sureste y tiene forma de cuna, con el fondo del valle dedicado a praderas que hasta el siglo pasado eran de regadío.
El término de Sabugo tiene una forma parecida a un martillo. El mango serían el valle del río Pequeño al  que corresponde  la  mayor  parte  del  territorio; y el marti11o en si el valle del que nosotros llamamos río  Grande y que según la toponimia oficial es, el río Omaña. Sabugo ocupa el centro de la Omaña alta. prácticamente a igual distancia de las montañas que limitan al  Norte,(Pico la Cañada y Peña la Arena) que las que hay al Sur (El Suspirón, Peña Cefera) o las que hay al Oeste (El  Nevadín, El Tambarón). Mientras que estos pasan casi todos de los  dos mil metros  las sierras  que rodean  a  Sabugo  son  bastante  más bajas pues al  estar formadas fundamentalmente por  pizarras, la erosión fue más intensa. La  mayor  altura  corresponde  a  la  sierra  de la  Solana en el lugar llamado Encima Movida Blanca que esta a 1597 metros sabre el nivel del mar. Casi a la misma altura esta La Garduña 1587 metros y Peña los Cuetos a 1577.La sierra del Osedo es más baja, Los Rozas de la Janzana están a 1484 metros y encima de Llamalapuerca esta el punto más alto del Osedo a 1491 metros. El  punto  más bajo  es  el  límite con  Omañón que  está  a 1150  metros  sabre  el nivel  del  mar. El valle del río Pequeño, debido a la escasa potencia erosiva de este es menos agreste que el del río Omaña. Es un pequeño valle formado a favor de la red de fallas características de Omaña que siguen una dirección de Noroeste a Sureste, limitado por suaves laderas (la Solana  y el Osedo) cubiertas  de robles  con un desarrollo desigual. El subsuelo está formado por pizarras del Precámbrico con algún afloramiento de cuarcita como la  zona  de la  Peña e1 Escoba1 y Peña Corvera. Esto ocasiona unos suelos poco profundos, ácidos y con escasos nutrientes. Son suelos tipo ranker o litosuelos.

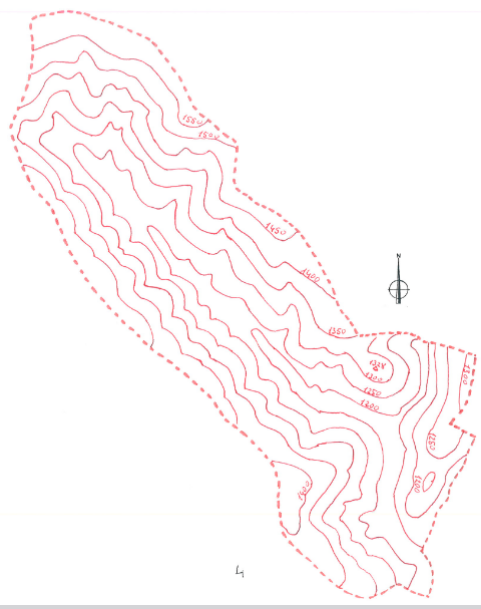
Mapa curvas de nivel pueblo de Sabugo

### Ubicación
| Noroeste: Senra              | Norte: Rodicol | Noreste: Sosas del Cumbral |
| Oeste: Villanueva de Omaña   |                | Este: Sosas del Cumbral    |
| Suroeste Villanueva de Omaña | Sur: Omañón    | Sureste: Villadepán        |

## Historia

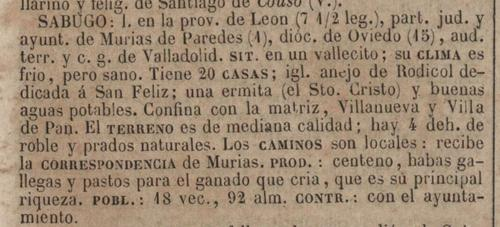
Tomo XIII pg 606 Diccionario de Madoz

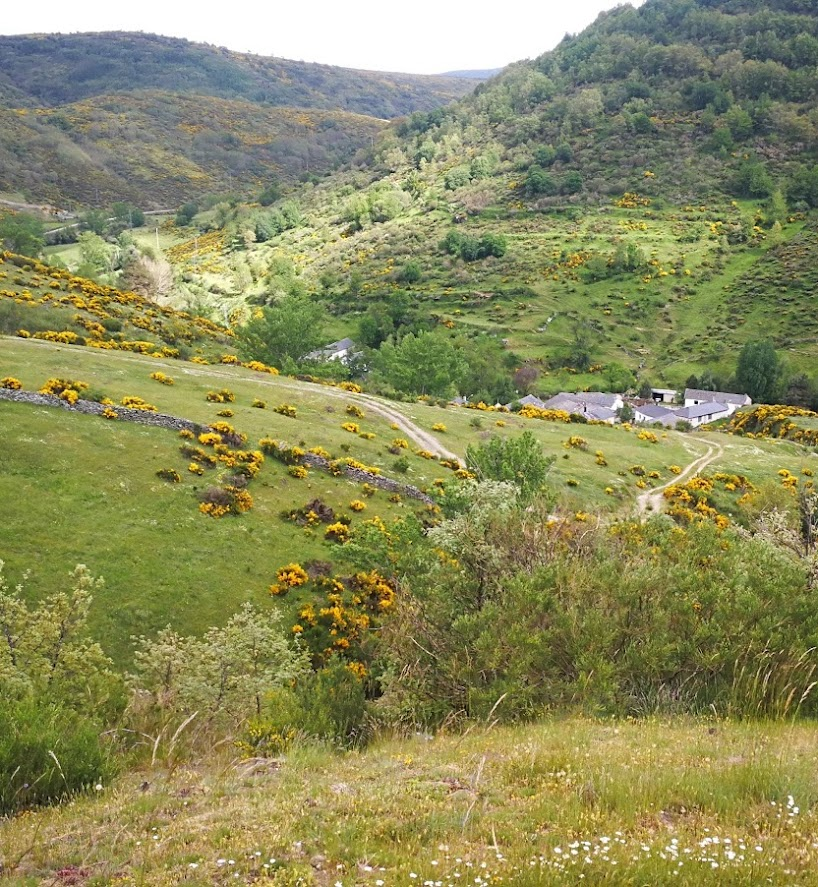
Sabugo en junio de 2021

En el Diccionario geográfico-estadístico-histórico de España y sus posesiones de Ultramar de Pascual Madoz Tomo XIII p.606 (1845-50) recoje lo siguiente:
“SABUGO: l. en la prov. de León (7 4/2 leg.), part. jud. y ayunt. de Murias de Paredes (4), dioc. de Oviedo (45), aud. terr. y c.g. de Valladolid. SIT. en un vallecito; su CLIMA es frio, pero sano. Tiene 20 CASAS; igl. anejo de Rodicol dedicada á San Feliz; una ermita (el Sto. Cristo) y buenas aguas potables. Confina con la matriz, Villanueva y Villa de Pan. El TERRENO es de mediana calidad; hay 4 deh. de roble y prados naturales. Los CAMINOS son locales: recibe la CORRESPONDENCIA de Murias. PROD.: centeno, habas gallegas y pastos para el ganado que cría, que su principal riqueza. POBL.: 48 vec., 92 alm. CONTR.: con el ayuntamiento.”
Sabugo, como todos los pueblos de la montaña leonesa, es una entidad local menor, gestionada por una Junta Vecinal que se reúne en concejo abierto para tomar decisiones sobre los asuntos sobre los que tiene competencias, que principalmente son: aprovechamientos de los montes (pastos, madera, leña, miel, plantas medicinales…), gestión aguas (de boca, fuentes, de riego, residuales,…), gestión de patrimonio (casa de la escuela, iglesia, molino…), caminos y calles y obras públicas menores.

## Demografía
Evolución de la población
| Gráfica de evolución demográfica de Sabugo entre 2000 y 2017       |
|                                                                    |
| Población de derecho (2000-2017) según el padrón municipal del INE |